# Inverkip
Inverkip (Schots-Gaelisch: Inbhir Chip) is een plaats in de Schotse council Inverclyde. Inverkip ligt 6.4 kilometer ten zuidwesten van Greenock aan de A78. In 2020 waren er in Inverkip ongeveer 3400 inwoners.
Inverkip wordt bediend door een station op de Inverclyde Line.